# Walt Frazier
Walter "Clyde" Frazier (Atlanta, 29 maart 1945) is een voormalig Amerikaanse basketballer. Hij speelde als point-guard. 

## Carrière
Als student speelde hij voor de Southern Illinois Salukis in Illinois. In de NBA draft van 1967 werd hij als vijfde gekozen door de New York Knicks. Tussen 1967 en 1977 speelde hij voor de New York Knicks. In 1968 werd hij na zijn eerste seizoen benoemd tot lid van het NBA All-rookie-team. Frazier leidde de Knicks naar twee kampioenschappen, in 1970 en 1973. Ook werd hij vier keer geselecteerd in het All-NBA First Team en werd hij zeven keer genomineerd voor de NBA All-Star Game. In 1975 werd hij verkozen tot MVP van de All-Star Games. Hierna speelde Frazier voor de Cleveland Cavaliers (1977-1980) nadat hij als compensatie naar Cleveland werd gestuurd voor Jim Cleamons. 
Na zijn pensioen werd hij commentator voor uitzendingen van Knicks-wedstrijden. In 1987 werd hij ingewijd in de Basketball Hall of Fame. 
Zijn bijnaam Clyde, die hij kreeg van een coach, is een verwijzing naar de bankrover Clyde Barrow.

## Erelijst
- NBA-kampioen: 1970, 1973
- NBA All-Star: 1970, 1971, 1972, 1973, 1974, 1975, 1976
- NBA All-Star Game MVP: 1975
- All-NBA First Team: 1970, 1972, 1974, 1975
- All-NBA Second Team: 1971, 1973
- NBA All-Defensive First Team: 1969, 1970, 1971, 1972, 1973, 1974, 1975
- NBA All-Rookie First Team: 1968
- NBA's 50th Anniversary All-Time Team
- NBA 75th Anniversary Team
- Nummer 10 teruggetrokken door de New York Knicks
- Nummer 52 teruggetrokken door de Southern Illinois Salukis
- Basketball Hall of Fame: 1987
- College Basketball Hall of Fame: 2006

## Statistieken

### Regulier seizoen
| Seizoen      | Team                | WG  | WS | MPW  | 2P%  | 3P% | FW%   | RPW | APW | SPW | BPW | PPW  |
| ------------ | ------------------- | --- | -- | ---- | ---- | --- | ----- | --- | --- | --- | --- | ---- |
| 1967/68      | New York Knicks     | 74  | —  | 21,5 | 45,1 | —   | 65,5  | 4,2 | 4,1 | —   | —   | 9,0  |
| 1968/69      | New York Knicks     | 80  | —  | 36,9 | 50,5 | —   | 74,6  | 6,2 | 7,9 | —   | —   | 17,5 |
| 1969/70      | New York Knicks     | 77  | —  | 39,5 | 51,8 | —   | 74,8  | 6,0 | 8,2 | —   | —   | 20,9 |
| 1970/71      | New York Knicks     | 80  | —  | 43,2 | 49,4 | —   | 77,9  | 6,8 | 6,7 | —   | —   | 21,7 |
| 1971/72      | New York Knicks     | 77  | —  | 40,6 | 51,2 | —   | 80,8  | 6,7 | 5,8 | —   | —   | 23,2 |
| 1972/73      | New York Knicks     | 78  | —  | 40,8 | 49,0 | —   | 81,7  | 7,3 | 5,9 | —   | —   | 21,1 |
| 1973/74      | New York Knicks     | 80  | —  | 41,7 | 47,2 | —   | 83,8  | 6,7 | 6,9 | 2,0 | 0,2 | 20,5 |
| 1974/75      | New York Knicks     | 78  | —  | 41,1 | 48,3 | —   | 82,8  | 6,0 | 6,1 | 2,4 | 0,2 | 21,5 |
| 1975/76      | New York Knicks     | 59  | —  | 41,1 | 48,5 | —   | 82,3  | 6,8 | 5,9 | 1,8 | 0,2 | 19,1 |
| 1976/77      | New York Knicks     | 76  | —  | 35,4 | 48,9 | —   | 77,1  | 3,9 | 5,3 | 1,7 | 0,1 | 17,4 |
| 1977/78      | Cleveland Cavaliers | 51  | —  | 32,6 | 47,1 | —   | 85,0  | 4,1 | 4,1 | 1,5 | 0,3 | 16,2 |
| 1978/79      | Cleveland Cavaliers | 12  | —  | 23,3 | 44,3 | —   | 77,8  | 1,7 | 2,7 | 1,1 | 0,2 | 10,8 |
| 1979/80      | Cleveland Cavaliers | 3   | —  | 9,0  | 36,4 | 0,0 | 100,0 | 1,0 | 2,7 | 0,7 | 0,3 | 3,3  |
| Carrière     | Carrière            | 825 | —  | 37,5 | 49,0 | 0,0 | 78,6  | 5,9 | 6,1 | 1,9 | 0,2 | 18,9 |
| NBA All-Star | NBA All-Star        | 7   | 7  | 26,1 | 44,9 | —   | 85,7  | 3,9 | 3,7 | 1,3 | 0,0 | 12,6 |

### Play-offs
| Seizoen  | Team            | WG | WS | MPW  | 2P%  | 3P% | FW%  | RPW | APW | SPW | BPW | PPW  |
| -------- | --------------- | -- | -- | ---- | ---- | --- | ---- | --- | --- | --- | --- | ---- |
| 1967/68  | New York Knicks | 4  | —  | 29,8 | 36,4 | —   | 77,8 | 5,5 | 6,3 | —   | —   | 9,5  |
| 1968/69  | New York Knicks | 10 | —  | 41,5 | 50,3 | —   | 59,6 | 7,4 | 9,1 | —   | —   | 21,2 |
| 1969/70  | New York Knicks | 19 | —  | 43,9 | 47,8 | —   | 76,4 | 7,8 | 8,2 | —   | —   | 16,0 |
| 1970/71  | New York Knicks | 12 | —  | 41,8 | 52,9 | —   | 73,3 | 5,8 | 4,5 | —   | —   | 22,6 |
| 1971/72  | New York Knicks | 16 | —  | 44,0 | 53,6 | —   | 73,6 | 7,0 | 6,1 | —   | —   | 24,3 |
| 1972/73  | New York Knicks | 17 | —  | 45,0 | 51,4 | —   | 77,7 | 7,3 | 6,2 | —   | —   | 21,9 |
| 1973/74  | New York Knicks | 12 | —  | 40,9 | 50,2 | —   | 89,8 | 7,9 | 4,0 | 1,8 | 0,3 | 22,5 |
| 1974/75  | New York Knicks | 3  | —  | 41,3 | 63,0 | —   | 81,3 | 6,7 | 7,0 | 3,7 | 0,0 | 23,7 |
| Carrière | Carrière        | 93 | —  | 42,5 | 51,1 | —   | 75,1 | 7,2 | 6,4 | 2,1 | 0,3 | 20,7 |

6 Riordan · 
9 Stallworth · 
10 Frazier · 
12 Barnett · 
16 Warren · 
17 Bowman · 
18 Jackson · 
19 Reed · 
20 Hosket · 
22 DeBusschere · 
24 Bradley · 
33 Russell · 
Coach Holzman
7 Meminger · 
10 Frazier · 
12 Barnett · 
15 Monroe · 
17 Bibby · 
18 Jackson · 
19 Reed · 
22 DeBusschere · 
24 Bradley · 
32 Lucas · 
40 Gianelli · 
43 Wingo · 
Coach Holzman